# Avro Lincoln
De Avro Lincoln, of Avro Type 694, was een Britse viermotorige zware bommenwerper uit de Tweede Wereldoorlog, geproduceerd door Avro.
Het toestel werd ontwikkeld uit de Lancaster, en het prototype vloog voor het eerst op 9 juni 1944. De eerste varianten stonden bekend als de Lancaster IV en V, maar dit werd later gewijzigd in Lincoln I en II. Het was de laatste bommenwerper met zuigermotoren in dienst bij de Royal Air Force.
Het toestel werd in gebruik genomen in augustus 1945, te laat om nog deel te nemen aan de Tweede Wereldoorlog. De Lincoln zag wel actie tijdens de jaren vijftig, in gevechten tegen de Mau Mau in Kenia.
Er werden in totaal 604 Lincolns gebouwd, waarvan enkele gebruikt werden als civiel transportvliegtuig.